# Сбережение 80 000 золотых монет в другом мире к моей старости
Сбережение 80 000 золотых монет в другом мире к моей старости (яп. 老後に備えて異世界で８万枚の金貨を貯めます Rougo ni Sonaete Isekai de 8-manmai no Kinka wo Tamemasu, «Saving 80,000 Gold in Another World for My Retirement») — японский аниме-сериал, созданный студией Felix Film, премьера которого состоялась в январе 2023 года. Манга и Ранобэ были написаны автором FUNA, Ранобэ впервые появилась на веб-сайте Shosetsuka ni Naro, а затем начала публиковаться издательством Kodansha с иллюстрациями Touzai, по состоянию на март 2023 года было выпущено 8 томов. Манга, иллюстрированная Кэйсукэ Мотоэ, начала публиковаться в журнале Suiyoubi no Sirius, по состоянию на февраль 2023 года главы манги были собраны в 11 томов.

## Сюжет
Вследствие автокатастрофы Мицуха Ямано осталась одна, после чего хулиганы столкнули ее с обрыва. Она должна была погибнуть, но вместо этого она оказалась в параллельном средневековым мире. Немного освоившись, она поняла что имеет способность перемещаться между двумя мирами. Обеспокоенная тем, что когда-нибудь потеряет эту способность и застрянет в любом из миров, она решает накопить 80 000 золотых монет на безбедную жизнь.

## Издания

### Аниме
26 июля 2022 года была анонсирована экранизация ранобэ. Ее реализацией занялась студия Felix Film, режиссером выступил Хироси Тамада, написанием сценария Акихико Инари, а Юки Фукучи дизайном персонажей. Премьера состоялась 8 января 2023 года в сетях телевещания ABC и TV Asahi. Вступительную музыкальную композицию "Hikatta Coin ga Shimesu Kata" исполнила Каори Маэда, а закрывающую "Yappari Economy" - YABI×YABI.

### Манга
Манга, иллюстрированная Кейсуке Мотоэ, публикуется в журнале Suiyoubi no Sirius с 14 июня 2017 года. По состоянию на февраль 2023 года отдельные главы были собраны в 11 томов.
В ноябре 2018 года Sol Press объявили, что они также лицензировали публикацию манги на английском языке. Они выпустили один том в 2019 году. После того, как Sol Press потеряла права, Kodansha USA объявили, что они также лицензировали адаптацию манги для публикации на английском языке.

### Ранобэ
Написанна FUNA, изначально начало публиковаться на открытом ресурсе для публикации романов Shosetsuka ni Naro 2 ноября 2015 года. Позже эта серия была приобретена Kodansha, которая начала опубликовать ее с иллюстрациями Тозая под своим изданием Kodansha Ranobe Books с 29 июня 2017 года. По состоянию на март 2023 года выпущено 8 томов.
В ноябре 2018 года Sol Press объявили о лицензировании легкого романа для публикации на английском языке. Они выпустили два тома, после того как Sol Press потеряла права, Kodansha USA объявили, что они лицензировали лайт-новеллу для публикации на английском языке.

### Рецензии
Ребекка Сильверман из Anime News Network похвалила иллюстрации и вторую половину первого романа, в то же время критикуя историю романа за то, что Сильверман считала странным повествовательным выбором.
1. ↑  Mateo, Alex. Saving 80,000 Gold in Another World for my Retirement Novels Get TV Anime. Anime News Network (25 июля 2022). Дата обращения: 25 июля 2022. Архивировано 16 августа 2023 года.
2. ↑  アニメ「老後に備えて異世界で8万枚の金貨を貯めます」主人公ミズハ役は長江里加 (яп.). Comic Natalie. Natasha, Inc (8 августа 2022). Дата обращения: 8 августа 2022. Архивировано 21 октября 2022 года.
3. ↑  Pineda, Rafael Antonio. Saving 80,000 Gold in Another World for My Retirement Anime Reveals Lead Voice, Staff. Anime News Network (7 августа 2022). Дата обращения: 7 августа 2022. Архивировано 29 ноября 2022 года.
4. ↑  Mateo, Alex. Saving 80,000 Gold in Another World for My Retirement Anime Premieres on January 7. Anime News Network (1 декабря 2022). Дата обращения: 1 декабря 2022. Архивировано 26 декабря 2022 года.
5. ↑  Pineda, Rafael Antonio. Saving 80,000 Gold in Another World for My Retirement Anime Reveals More Cast, Opening Song. Anime News Network (25 ноября 2022). Дата обращения: 25 ноября 2022. Архивировано 25 ноября 2022 года.
6. ↑  Cayanan, Joanna. Saving 80,000 Gold in Another World for My Retirement Anime Reveals Ending Song. Anime News Network (26 декабря 2022). Дата обращения: 26 декабря 2022. Архивировано 16 августа 2023 года.
7. ↑  老後に備えて異世界で８万枚の金貨を貯めます :  [яп.]. Архивная копия от 16 августа 2023 на Wayback Machine
8. ↑  老後に備えて異世界で８万枚の金貨を貯めます（１１） (яп.). Kodansha. Дата обращения: 8 февраля 2023. Архивировано 16 августа 2023 года.
9. 1 2  Ressler, Karen. Sol Press Licenses Ryukishi07's Harem Royale Manga, FUNA's 'Saving 80,000 Gold in Another World for my Retirement' Novels/Manga. Anime News Network (9 ноября 2018). Дата обращения: 21 июля 2022. Архивировано 16 августа 2023 года.
10. ↑  Hodgkins, Crystalyn. EXCLUSIVE: Kodansha USA Licenses Break of Dawn, More Manga. Anime News Network (23 июля 2022). Дата обращения: 23 июля 2022. Архивировано 16 августа 2023 года.
11. ↑  老後に備えて異世界で８万枚の金貨を貯めます (яп.). Shōsetsuka ni Narō. Дата обращения: 21 июля 2022.
12. ↑  老後に備えて異世界で８万枚の金貨を貯めます (яп.). Kodansha. Дата обращения: 21 июля 2022. Архивировано 21 октября 2022 года.
13. ↑  老後に備えて異世界で８万枚の金貨を貯めます８ (яп.). Kodansha. Дата обращения: 24 февраля 2023. Архивировано 16 августа 2023 года.
14. ↑  Mateo, Alex (19 февраля 2022). BookWalker Global to Remove Series from Sol Press/Panty Press on February 21. Anime News Network. Архивировано 22 марта 2023. Дата обращения: 19 февраля 2022.
15. ↑  Pineda, Rafael. EXCLUSIVE: Kodansha USA Licenses The Yakuza's Bias, Lovely Muco!, Iruma-kun, More Titles. Anime News Network (1 июля 2022). Дата обращения: 21 июля 2022. Архивировано 9 июля 2022 года.
16. ↑  Silverman, Rebecca. Review: Saving 80,000 Gold in Another World for my Retirement eBook 1. Anime News Network (5 июля 2019). Дата обращения: 21 июля 2022. Архивировано 16 августа 2023 года.